# 金守美
金守美（1949年10月24日—2024年10月25日），韓國女演員。1971年MBC第3期公開徵選演員。現為崇實大學社會教育學院戲劇電影學系主任教授。兒子鄭明浩是金守美的一人企劃公司代表及以金守美為代言模特，銷售各種食物的食品企業「喇叭花F&B」的代表理事。媳婦為女演員徐孝琳，與金守美在劇集《擺飯桌的男人》飾演母女結緣並進而與其子鄭明浩交往，並於2019年12月22舉辦婚禮，同時宣布已有身孕。
2024年10月25日，金守美因高血糖性休克去世。據其子鄭明浩（정명호）透露，當時她的血糖值超過了500 mg/dL。據報導，她長期參與演出的音樂劇《親情媽媽》（친정엄마）存在演出費未支付的爭議，這使她承受了巨大的精神壓力。

## 演出作品

### 電視劇
- 1980年：MBC《田園日記（朝鲜语：전원일기）》
- 1991年：MBC《末路的中產階級》
- 1996年：MBC《未忘》
- 2004年：SBS《峇里島的日子》
- 2005年：SBS《可愛或者瘋了》
- 2005年：MBC《驛動的心》
- 2005年：SBS《愛需要奇蹟》
- 2005年：MBC《再見，Francesca3》
- 2007年：SBS《王與我》
- 2007年：KBS《無法阻擋的婚姻》
- 2010年：SBS《唐突的女人》飾演 洪寶玉
- 2011年：MBC《愛情萬萬歲》飾演 Crystal朴
- 2011年：MBN《吸血鬼偶像》飾演 金守美
- 2012年：KBS《嗚啦啦夫婦》飾演 三神奶奶
- 2013年：SBS《錢的化身》飾演 卜華順
- 2013年：JTBC《老大》飾演 施德母親
- 2014年：MBC《湔雪的魔女》飾演 金英玉
- 2017年：SBS《姐姐風采依舊》飾演 史君子
- 2017年：MBC《擺飯桌的男人》飾演 楊春玉
- 2018年：SBS《皇后的品格》飾演 金室長
- 2022年：tvN《明星經紀人生存記》飾演 金守美（客串）

### 電影
- 1997年：《窓》
- 2003年：《Great Expectations》
- 2003年：《Oh! Happy Day》（客串）
- 2004年：《Mr.Gam's Victory》
- 2005年：《Quiz King》
- 2005年：《Marrying The Mafia II:Gamunui Wigi》
- 2005年：《麻婆島》
- 2005年：《A Bold Family》
- 2005年：《Hoodwinked》
- 2006年：《Barefoot Gi Bong》
- 2006年：《Detective Mr.Gong》（客串）
- 2006年：《多細胞少女》（客串）
- 2006年：《Marrying The Mafia 3》
- 2006年：《Oh My God》（客串）
- 2006年：《Sunday Seoul》（客串）
- 2006年：《連理枝》（客串）
- 2007年：《Underground Rendez-vous》（客串）
- 2007年：《無法阻擋的婚姻》
- 2007年：《麻婆島2》（客串）
- 2008年：《黑心母女》
- 2010年：《奶奶強盜團》
- 2011年：《我爱你（朝鲜语：그대를 사랑합니다 (영화)）》
- 2011年：《危險的相見禮》
- 2011年：《愛情真可怕》
- 2011年：《奇怪的客人們》
- 2011年：《黑道千金逼我嫁4》
- 2013年：《全國歌唱比賽》
- 2015年：《地獄奶奶》飾演 李情順
- 2020年：《明明會說話》飾演 鸚鵡（聲音出演）
- 2023年：《当我们的爱成为香气》（特别出演）
- 2023年：《家门的荣光：重启》
- 待定：《鬼神警察》

### MV
- 2006年：Ez-Life《不是妳，而是妳姐姐》（與鄭柔美）
- 2013年：T-ara N4《田園日記（Drama Ver.）》

### 綜藝節目
- 2018年-2020年：《守美的飯饌》
- 2021年：《守美山莊》

## 獲獎
- 1986年：MBC演技大賞－大賞《田園日記》
- 2006年：春史電影節－最佳女配角《Barefoot Gi Bong》
- 2006年：韓國MAX MOVIE最佳電影獎－最佳女配角《Barefoot Gi Bong》
- 2011年：青龍電影節－最佳女配角《我愛你》
- 2013年：SBS演技大賞－功勞獎
- 2018年：第八屆韓國韓流大獎特別成就獎